# Cerrone III - Supernature
Supernature, conosciuto anche col titolo di Cerrone 3, è il terzo album del musicista francese Cerrone, pubblicato nel settembre 1977.
Nella copertina interna il produttore discografico Don Ray (Raymond Donnez), il co-autore Alain Wisniak e la cantante Lene Lovich sono stati ringraziati "per la loro gentilezza, talento e comprensione".
Dall'album sono stati distribuiti due singoli, Supernature e Give Me Love, che sono presenti anche nella raccolta "greatest hits" intitolata Culture. 
Supernature è uno dei brani più noti di Cerrone ed ha avuto diverse versioni, come quella degli Erasure. Nel 1996 è stato remixato da Danny Tenaglia nel suo tradizionale suono deep progressive Twilo. Nel 2024 è stato utilizzato nelle coreografie della cerimonia di apertura dei Giochi olimpici di Parigi.
Il brano Love Is the Answer è stato riedito dai Liquid People e pubblicato nell'album Africanism Vol. 1 degli Africanism All Stars (Yellow Productions).

## Tracce
Testi di Wisniak, musiche di Cerrone, eccetto ove indicato.
Lato 1
1. Supernature - 10:20 (testo: Lovich)
2. Sweet Drums - 3:30 (musica: Cerrone)
3. In the Smoke - 4:40

Lato 2
1. Give Me Love - 6:10
2. Love Is Here - 5:20
3. Love Is the Answer - 6:00